# برج‌های هرمزان
برج‌های هرمزان نام یک مجتمع مسکونی در خیابان هرمزان شهرک غرب، در شمال‌غرب تهران است.
طرح برج‌های هرمزان در دهه ۱۳۵۰ پیشنهاد شد. در سال ۱۳۵۳ شرکت عمران‌تکلار با همکاری دو سهام‌دار یونانی (شرکت هلینیکی تکنیکی و پیتر پاپادوپولوس) و یک سهام‌دار ایرانی (بانک عمران) برای ساخت برج‌های هرمزان تاسیس گردید.
در طرح اولیه مجموعه ۱۷ برج ۱۴ تا ۱۸ طبقه پیش بینی شده بود. در این طرح علاوه بر فضای سبز، کاربری‌های آموزشی، تجاری و ورزشی نیز برای تامین نیاز ساکنان وجود داشت.

## فاز یک
در سال ۱۳۵۵ عملیات ساختمانی در سایت هرمزان آغاز شد و بخش زیادی از پروژه تا خروج شرکت یونانی از ایران در سال ۱۳۶۰ پیشرفت کرد. با جدا شدن سهام‌داران خارجی، شرکت عمران‌تکلار زیر مجموعه وزارت مسکن و شهرسازی سابق و سپس بنیاد مسکن قرار گرفت. تا سال ۱۳۷۱ برج‌های شماره ۸، ۹، ۱۰، ۱۱، ۱۲، ۱۴، ۱۵، ۱۶، ۱۷ و ۱۸ شامل مجموعا ۶۵۶ واحد تکمیل و به خریداران تحویل داده شد.

## فاز دوم
احداث فاز دوم پروژه از سال ۱۳۷۰ آغاز شد و در طی آن ابتدا برج‌های ۱ و ۲ در ۱۶ طبقه و با طرح قدیم احداث شدند.
برج‌های ۳ و ۴ با طرح جدید، در قالب حجمی با کشیدگی شرقی-غربی و در ۲۱ طبقه ساخته شدند. سپس برج‌های ۵ و ۶ و ۷ با طرحی متفاوت و پلان مربع با تعداد طبقات مشابهی (۲۱) احداث گردیدند. این فاز در سال ۱۳۸۲ به پایان رسید و شامل ۵۱۲ واحد است.

## فاز سوم
پس از ساخت و تحویل تمامی ۱۷ برج مسکونی، انتظار می‌رفت که شرکت عمران‌تکلار زیر مجموعه بنیاد مستضعفان  از مجتمع خارج شده و اداره آن را به مالکان واگذار کند. با این حال این شرکت در دهه ۱۳۸۰ سه برج مازاد در مجموعه احداث کرد که سبب اعتراض مالکان شد.
این ساختمان‌ها عبارتند از برج ۲۱ طبقه «نگین» و برج‌های دوقولوی «نسترن» (۲۰ طبقه). در دهه ۹۰ شرکت عمران‌تکلار ساخت بیست و یکمین برج به نام «برج زرین هرمزان» را در ۳۳ طبقه آغاز کرد. در این فاز مجموعا ۳۱۱ واحد احداث شده است.

### برج زرین هرمزان

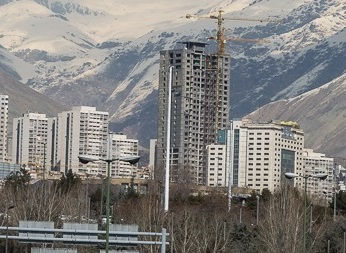
برج زرین هرمزان

این برج توسط مهندسین مشاور زندیگان (محمدرضا نیکبخت) در زمینی به وسعت ۱۰۰۰۰ متر مربع و زیربنای ۵۰۰۰۰ متر مربع طراحی شده است. طبقات ۱ تا ۱۰ در هر طبقه دارای ۶ واحد مسکونی، طبقات ۱۱ تا ۲۴ در هر طبقه دارای ۴ واحد مسکونی و طبقات ۲۵ تا ۲۷ در هر طبقه دارای دو واحد هستند (مجموعا ۱۲۲ واحد). برج زرین با ارتفاع ۱۳۰ متر در حال حاضر یکی از بلندترین ساختمان‌های تهران است.